# Crkva Marijina Navještenja u Ljubljani
Današnja župna crkva Navještenja Marijina sagrađena je prvotno kao crkva augustinaca. Na poticaj baruna Konrada Ruessensteina, gradnja je tekla 1646. do 1660. godine, ali je nakon toga zaustavljena radi slabog priliva sredstava. Nakon jozefinskih reformi, crkvu su preuzeli franjevci koji su postupno do 19. stoljeća dovršili gradnju. Oni su sagradili dva zvonika i današnje pročelje. Sredinom 18. stoljeća podignut jer glavni oltar, rad kipara Francesca Robbe.
Crkva je dvoranska građevina s bočnim kapelama, tlocrtno rađena po uzoru na ljubljansku crkvu sv. Jakoba